# Nombre de solutions
Le nombre de solutions d'une équation est le cardinal de l'ensemble des solutions.

## Exemple
- L'équation

{\displaystyle x\in \mathbb {R} ,\ \ x^{2}-x-2=0}
a exactement deux solutions : {\displaystyle x=-1} et {\displaystyle x=2}. L'ensemble des solutions {\displaystyle S} est donc :
{\displaystyle S=\{x\in \mathbb {R} \ |\ x^{2}-x-2=0\}=\{-1,2\}}
et le nombre de solutions est donc :
{\displaystyle {\textrm {card}}(S)=2}
- Le théorème de d'Alembert-Gauss affirme qu'un polynôme de degré n a exactement n solutions dans {\displaystyle \mathbb {C} }.